# Tsukubamirai (Ibaraki)
 Tsukubamirai  (つくばみらい市 Tsukubamirai-shi?) es una ciudad  situada en la Prefectura de Ibaraki en Japón. 
Al 1 de diciembre de 2013 la ciudad tiene una de población de 46.690 habitantes y  una densidad poblacional de 590 personas por km².  La superficie total es de 79,14 km². 

## Creación de la ciudad
La moderna ciudad de Tsukubamirai se estableció el 27 de marzo de 2006, de la fusión del pueblo Ina (伊奈町 Ina-machi) y de la villa de Yawara (谷和原村 Yawara-mura) ambos pertenecientes al  Distrito de Tsukuba,  por lo tanto el distrito se disolvió como resultado de esta fusión. 

## Geografía
La ciudad se encuentra ubicada en la región suroeste de la Prefectura de Ibaraki. 
Su territorio limita al noreste con Tsukuba (つくば市 Tsukuba-shi); al sureste con Toride  (取手市 Toride-shi); al suroeste con Moriya  (守谷市 Moriya-shi), y al noroeste con   Jōsō (常総市 Jōsō-shi).

## Lugares destacados
El Parque Fukuoka Zeki (福岡堰桜公園 Fukuoka-zeki-sakura-kōen) tiene alrededor de 550 árboles de sakura (cerezo) Yoshino (Prunus × yedoensis) y está ubicado alrededor de un dique del río Kokai.
El Parque Kinunodai (絹の台桜公園 Kinunodai-sakura-kōen) es un parque de cerezos, el césped se extiende alrededor de la plaza; posee un espacio abierto de usos múltiples, escenario al aire libre, juegos infantiles, espacio abierto y pistas de tenis. El parque se encuentra ubicado en el barrio Kinunodai.
Las industrias de la ciudad incluyen diversos ramos entre ellas químicas, de mecanizado, etcétera, una a mencionar es una fábrica de tractores agrícolas y partes, Kubota (クボタ), ubicada en Sakano Shinden.

## Transporte
En agosto de 2005 se terminó de construir la nueva línea férrea "Tsukuba Express", que conecta a la ciudad con Akihabara en Tokio y con la ciudad de Tsukuba. La estación Miraidaira de esta línea en Tsukabamirai, está ubicada a unos 40 minutos de Akihabara.
Además, dispone de una entrada por “Yawara IC” a la autopista Jōban Expressway, para desplazarse a la cercana metrópoli de Tokio o a la capital de la prefectura (Mito).

## Galería de imágenes

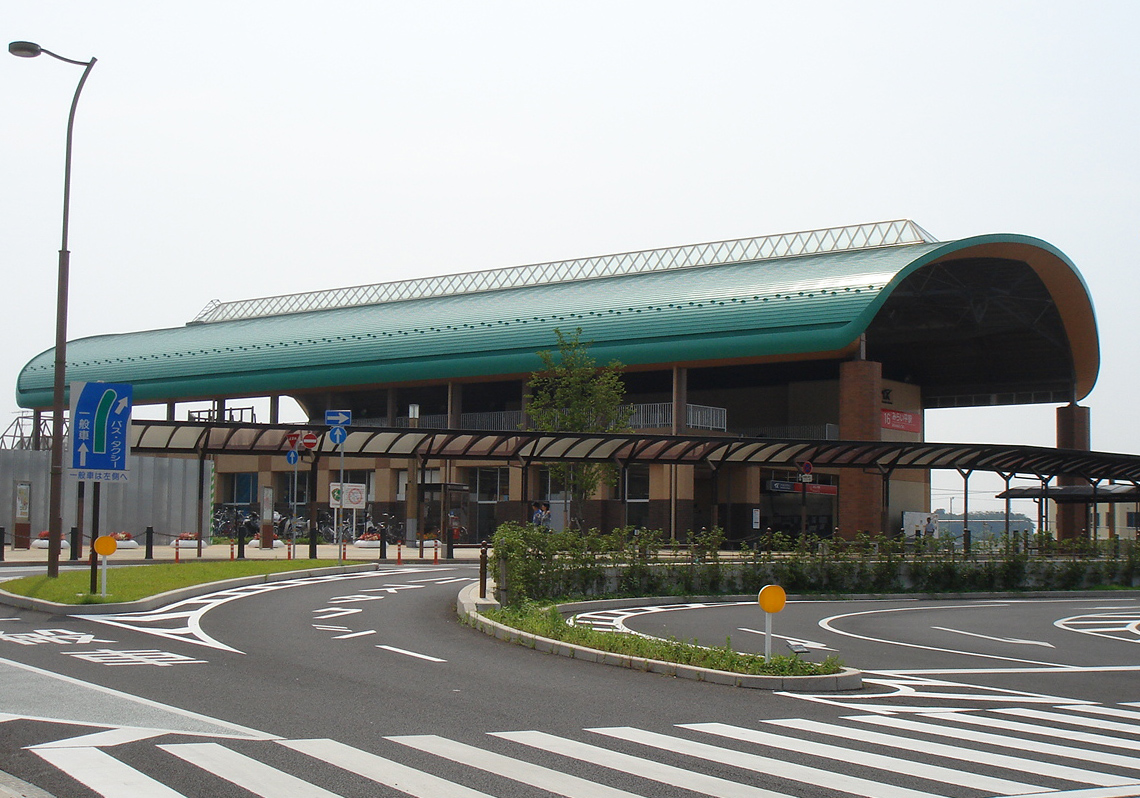
Estación de Miraidaira del "Tsukuba Express".
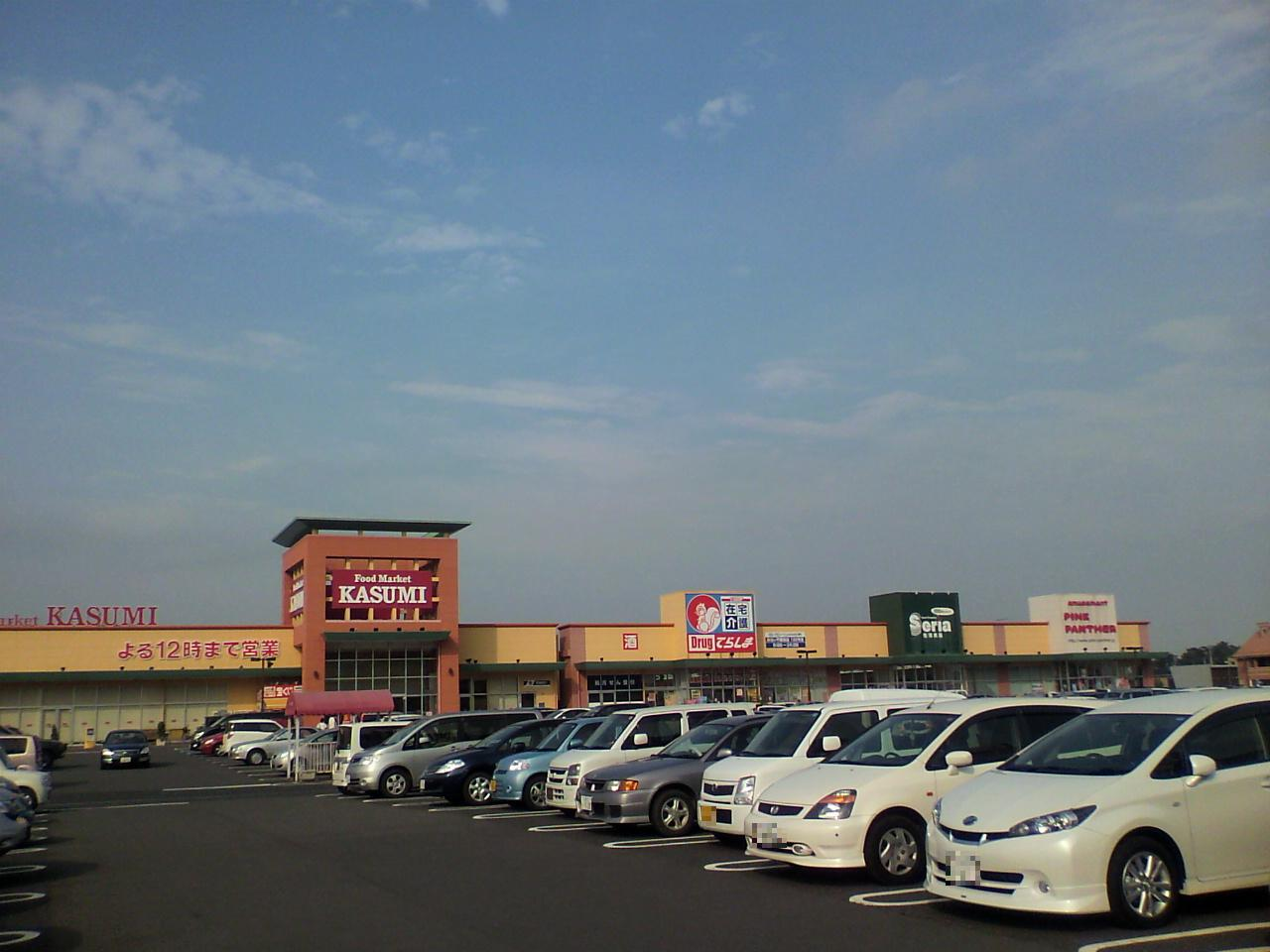
Vista cercana a la estación de Miraidaira.
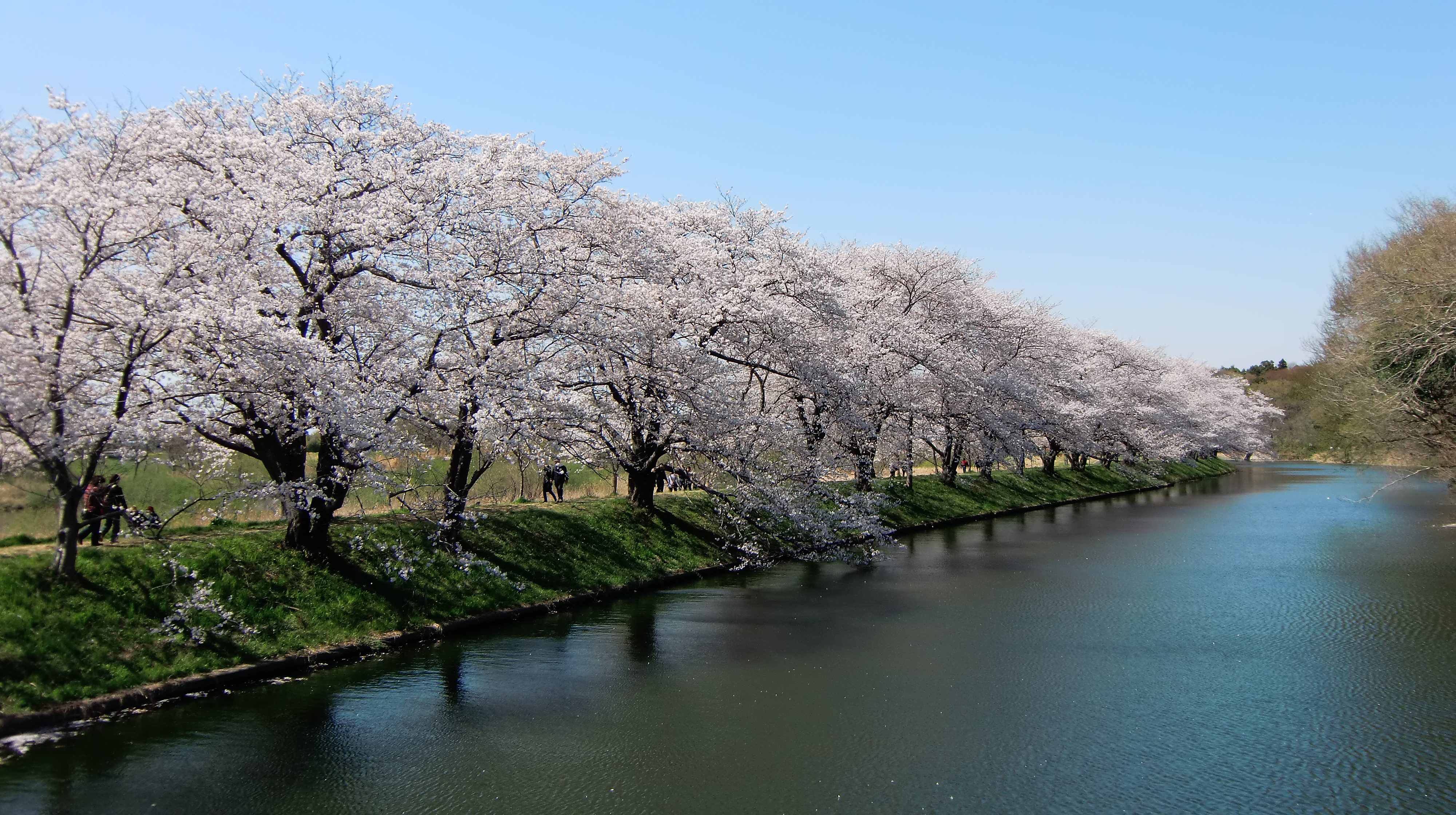
Floración de los cerezos del parque Fukuoka Zeki.
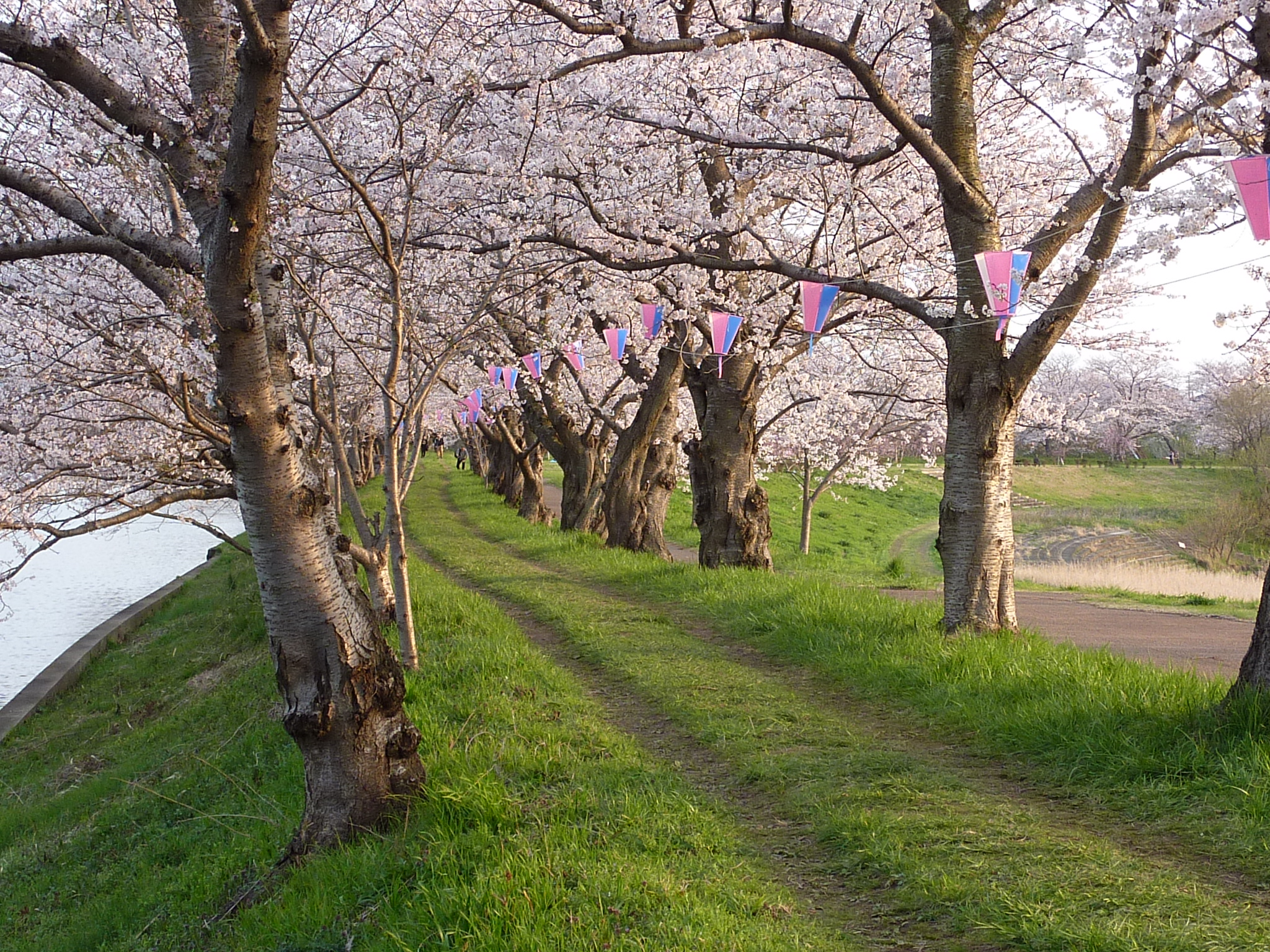
Floración de los cerezos del parque Fukuoka Zeki.
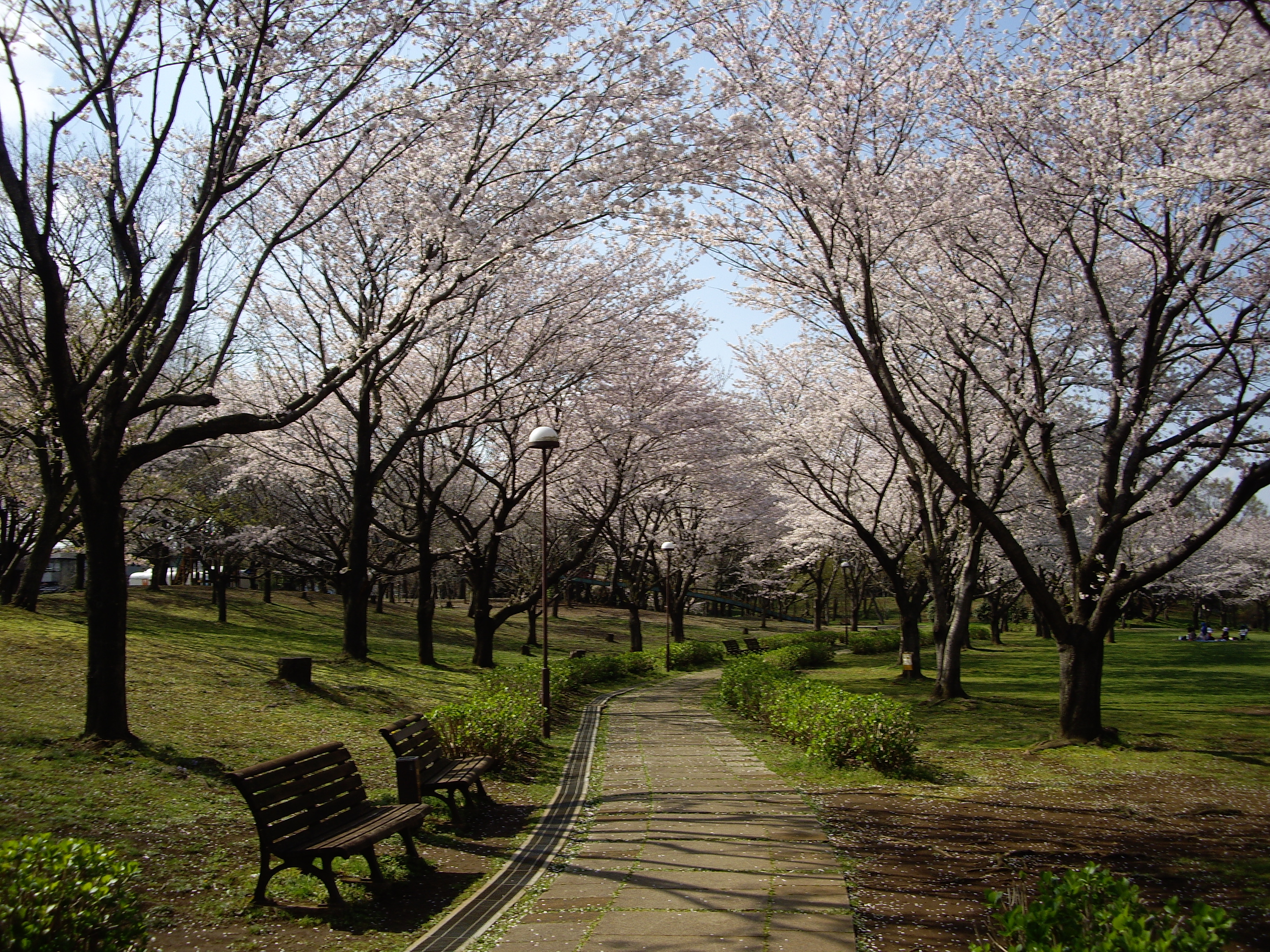
Floración de los cerezos del parque Kinunodai.